# Flugplatz Moosburg auf der Kippe

i7
i11
i13
Der Flugplatz Moosburg auf der Kippe (ICAO-Code: EDPI) ist ein Sonderlandeplatz in der oberbayerischen Stadt Moosburg im Landkreis Freising.

## Geografie
Der Flugplatz liegt einen Kilometer südlich des historischen Ortskernes von Moosburg auf einer Höhe von 419 m ü. NN im Flurstück auf der Kippe, einer ehemaligen Müllhalde. Am nördlichen Rand der Startbahn verläuft der Amper-Überführungskanal, 400 m südöstlich fließt die Isar. Naturräumlich befindet er sich im Isar-Amper-Land und südöstlich erstreckt sich das Naturschutzgebiet Isarauen zwischen Hangenham und Moosburg.

## Geschichte
Die Fliegerei wird in Moosburg seit den 1960er Jahren betrieben. Im Jahr 1962 wurde das Gelände bezogen und auch als Modellflugplatz mit genutzt. Es entstanden zunächst ein eigenes Clubheim, eine Flugzeughalle. Die Zulassung als Sonderlandeplatz wurde erst später erteilt. Seither erfolgt kontinuierlich der weitere Ausbau.

## Flugplatz und Ausstattung
Der Flugplatz ist zugelassen für Luftfahrzeuge aller Art bis 2000 kg Höchstabfluggewicht (MTOW). Der Betreiber ist der Fliegerclub Moosburg e. V.
Es bestehen ein Wirtschaftsgebäude, ein Hangar und das Vereinsheim. Für Ausflüge in das Umland können Fahrräder ausgeliehen werden.

## Zwischenfälle
- Am 22. Mai 2010 kollidierte eine mit fünf Personen besetzte Cessna 182Q kurz nach dem Start mit Bäumen und geriet dabei in Brand. Die Insassen konnten sich hierbei leicht verletzt selbst retten, das Fluggerät wurde völlig zerstört. Darüber hinaus entstand durch das Feuer Flurschaden am Gehölz.[3]
- Am 15. April 2015 stürzte eine Bölkow Bo 207 ebenfalls kurz nach dem Start auf EDPI in unwegsames Gehölz und brannte dort aus, wobei der Flugzeugführer tödlich verletzt wurde.[4][5][6]
- Am 19. September 2020 verunglückte ein einmotoriges Leichtflugzeug (Luftfahrzeugkennzeichen N651RA), eine Kunstflugmaschine Raven S-2XS, beim Durchstarten und stürzte in unwegsames Gelände. Sowohl der Flugzeugführer als auch der Fluggast kamen ums Leben. Das Flugzeug war in Meschede - Schüren (EDKM) gestartet; der Pilot wollte in Moosburg landen.[7]

## Verkehr
Gemeindestraßen erschließen den Flugplatz zu der Staatsstraße St 2350 hin. Der ÖPNV bedient den Flugplatz nicht direkt, jedoch kann in Moosburg zu der Bahnstrecke München–Regensburg zugestiegen werden.